# Epodo
El término epodo tiene dos significados claramente distintos en la poesía antigua:
- el epodo es la parte tercera de la «tríada», organización de los versos de un coro lírico, después de la estrofa y de la antiestrofa, por ejemplo en las Odas triunfales de Píndaro o en los coros de las tragedias (que suelen consisitir en sucesiones de tales «tríadas»);[1]

- el epodo es un dístico formado por un verso largo (de seis yambos, es decir el trímetro yámbico de los griegos o el senario yámbico de los romanos) seguido de un verso corto (normalmente de cuatro yambos). Su invención se le atribuye a Arquíloco, y entre los romanos fue utilizado por Horacio. Su ritmo vivaz reclama una inspiración satírica.[2]